# Monument national Guayabo
Le monument national Guayabo (espagnol : Monumento Nacional Guayabo) est une zone protégée du Costa Rica qui abrite le patrimoine archéologique d'origine préhispanique le plus ancien et important du pays.  Le parc est géré par le Système National de Zones de Conservation (SINAC) du Ministère de l'Environnement et de l'Énergie (MINAE); sous l'Administration de la Zone de Conservation de la Cordillère Volcanique Centrale (ACCVC).
L'endroit se trouve à Santa Teresita au Canton de Turrialba appartenant à la province de Cartago, à quelque 85 km de San José. Le site archéologique de Guayabo a été déclaré monument national par l'Assemblée Législative selon la Loi No 5300 du 13 août 1973, initialement avec une extension de 65 hectares.  En 1980, le parc a  été élargi de 158 hectares, pour un total de 218 hectares. Actuellement (2014), le parc compte 233 hectares. 
Sa déclaration comme "Monument National" a pour objectif de protéger sa richesse archéologique et offrir un espace pour des activités éducatives et scientifiques.
Le Monument National Guayabo est devenu depuis l'an 2009, Patrimoine Mondial de l'Ingénierie selon la Société Américaine d'Ingénierie Civile (American Society of Civile Engineers ASCE).

## Histoire
Bien qu'il existe une diversité de théories sur l'origine de la population qui a fondé et occupé le site, la plupart d'elles convergent pour affirmer qu'il a été occupé pendant près de 2 500 ans, entre 1000 av.J-C. et 1400 apr. J.-C. environ, avec des bourgades qui ont hébergé quelque 2 000 à 10 000 personnes. Son apogée culturel et politique aurait duré de 800 à 1300 apr. J.-C. environ. Sa position géographique stratégique, dans les montagnes entre la côte atlantique et la Vallée Centrale, et l'excellente qualité de la céramique, ainsi que des œuvres en pierre et or trouvés, font penser que l'endroit a été un centre de pouvoir.
Les études archéologiques menées jusqu'ici ont démontré que le Costa Rica, et en particulier cet endroit, a reçu des influences du Nord et du Sud des Amériques, en le plaçant au centre de l’aire intermédiaire américaine (es), et dans la région archéologique centrale (depuis la province d'Alajuela au Costa Rica jusqu'à la Caraïbe colombienne). 
Les archéologues ont comme hypothèse que l'endroit a été habité par des personnes occupant diverses fonctions, dirigées par un cacique, lequel exerçait le pouvoir politique et religieux sur une région. Actuellement, les scientifiques s'interrogent sur les causes de l'abandon de la ville, laquelle se trouvait déjà déserte quelque 100 ans avant l'arrivée des Espagnols.  Parmi les hypothèses posées, les plus acceptées sont liées aux maladies, aux guerres et conflits internes.
L'endroit a été découvert dans les années 1800, lors du défrichement en vue de l'agriculture du café.  En 1882, sont entamés les premières explorations d'Anastasio Alfaro, Directeur du musée national du Costa Rica  Plusieurs années se passent sans une attention autre que marginale de la part de l'État, ce qui facilita le pillage.  En 1968, Carlos Aguilar, mandaté par  l'Université du Costa Rica, établit un programme permanent d'études et de recherche sur le site.  C'est à partir de cet effort que l'on connait la plupart des éléments étudiés aujourd'hui.
En 1973, le Gouvernement conscient de l'importance du lieu a créé une zone protégée de 65 hectares, en l'élargissant à 217 hectares en 1980 pour couvrir aussi la forêt tropicale du canyon de la rivière Guayabo et protéger les ressources hydriques de la zone.  Ceci est important car le site présente des constructions qui permettent la gestion de l'eau, avec des systèmes d'aqueducs de technologie élaborée qui fonctionnent encore de nos jours.  D'autres aspects à remarquer sont le transport de grandes pierres, la construction de rues pavées avec une grande précision, ainsi que les pièces d'or et de céramique qui se trouvent actuellement au musée national du Costa Rica.

## Site archéologique
La zone archéologique comprend de 15 à 20 hectares, desquels seulement une petite partie a été fouillée. 
On trouve dans la zone archéologique des tumulus, des escaliers, des chaussées, aqueducs ouverts et fermés, des réservoirs d'eau, des tombeaux, des pétroglyphes, des monolithes et des sculptures. 
Dans la zone centrale du monument se trouvent divers tumulus qui présentent généralement une base circulaire mais de différentes hauteurs.  
Les chaussées se composent d'un ensemble de chemins de pierre utilisés comme des voies de transit et comme part du système d'écoulement hydrique.  Il existe quelques chaussées qui se prolongent dans plusieurs directions, sur plusieurs kilomètres avec parfois des escaliers.
Dans le monument on trouve aussi un réseau complexe d'aqueducs dont quelques-uns fonctionnent encore.  Ils avaient pour objectif de conduire l'eau à ciel ouvert ou en canalisations fermées jusqu'aux endroits souhaités ou vers quelques réservoirs, structures  rectangulaires qui se trouvent dans le secteur principal du village.
En ce qui concerne les manifestations artistiques, les pétroglyphes abondent et se trouvent dans toute la zone archéologique ; le plus connu est le monolithe du jaguar et du crocodile, avec la figure d'un jaguar d'une part et d'un saurien de l'autre.

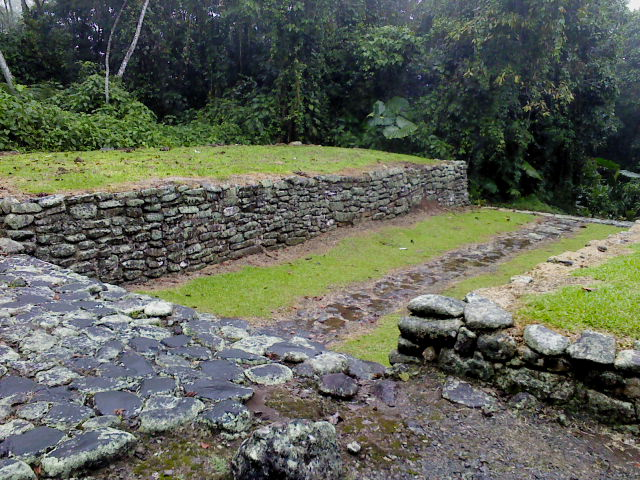
Début de chaussée.
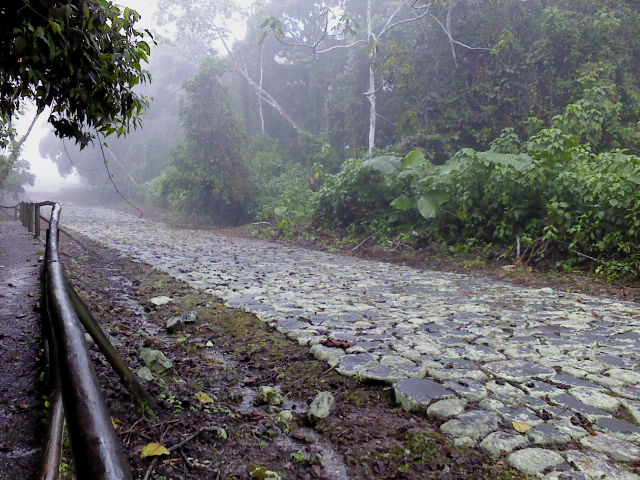
Chaussée.
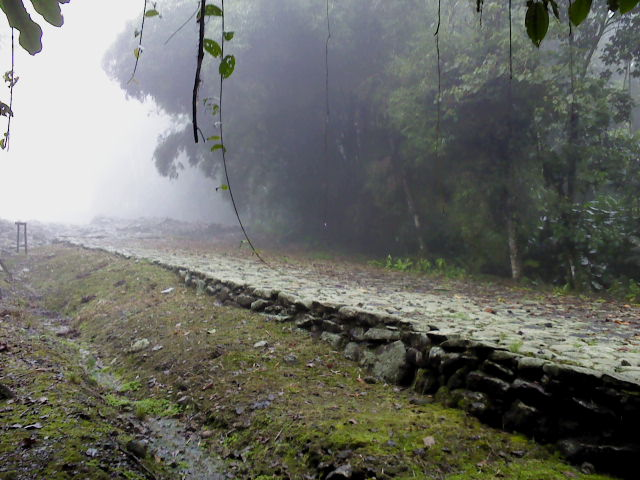
Chaussée.
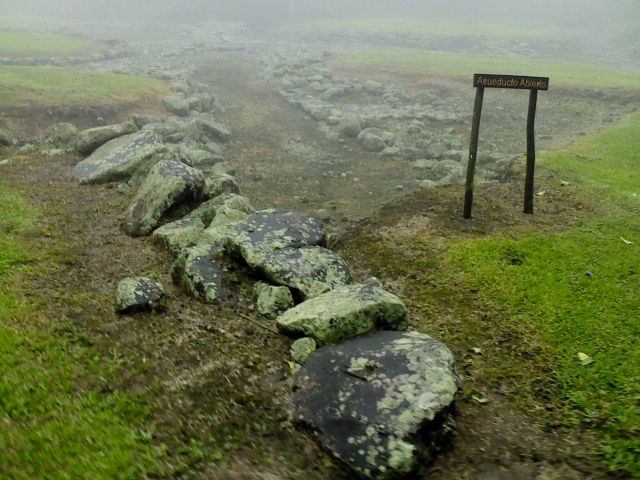
Aqueduc.
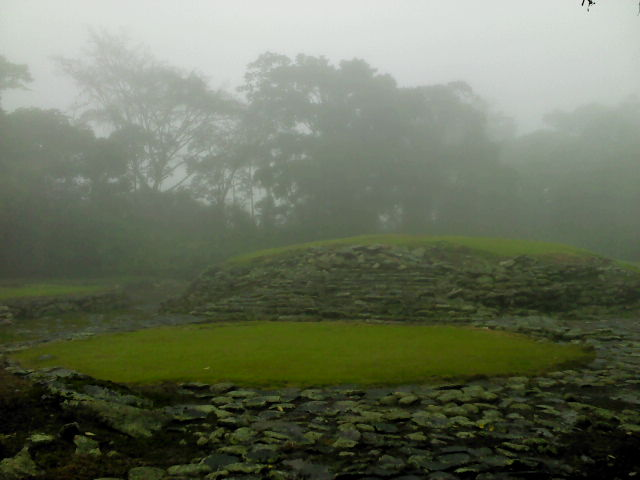
Tumulus.
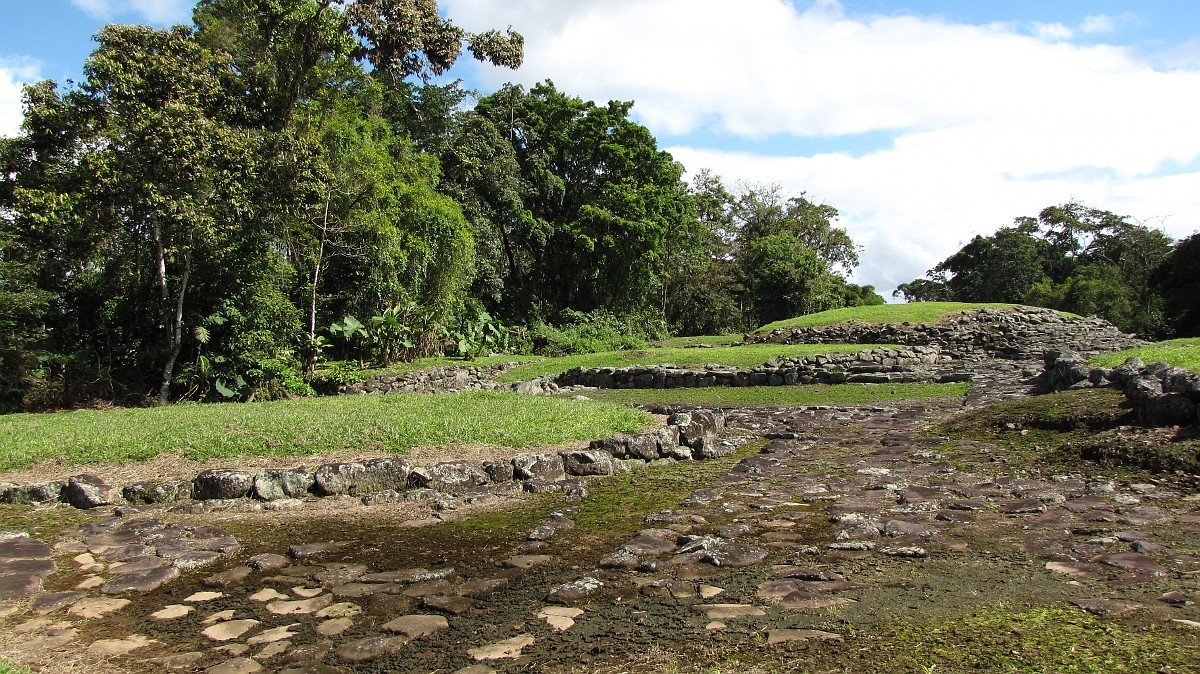
Tumulus

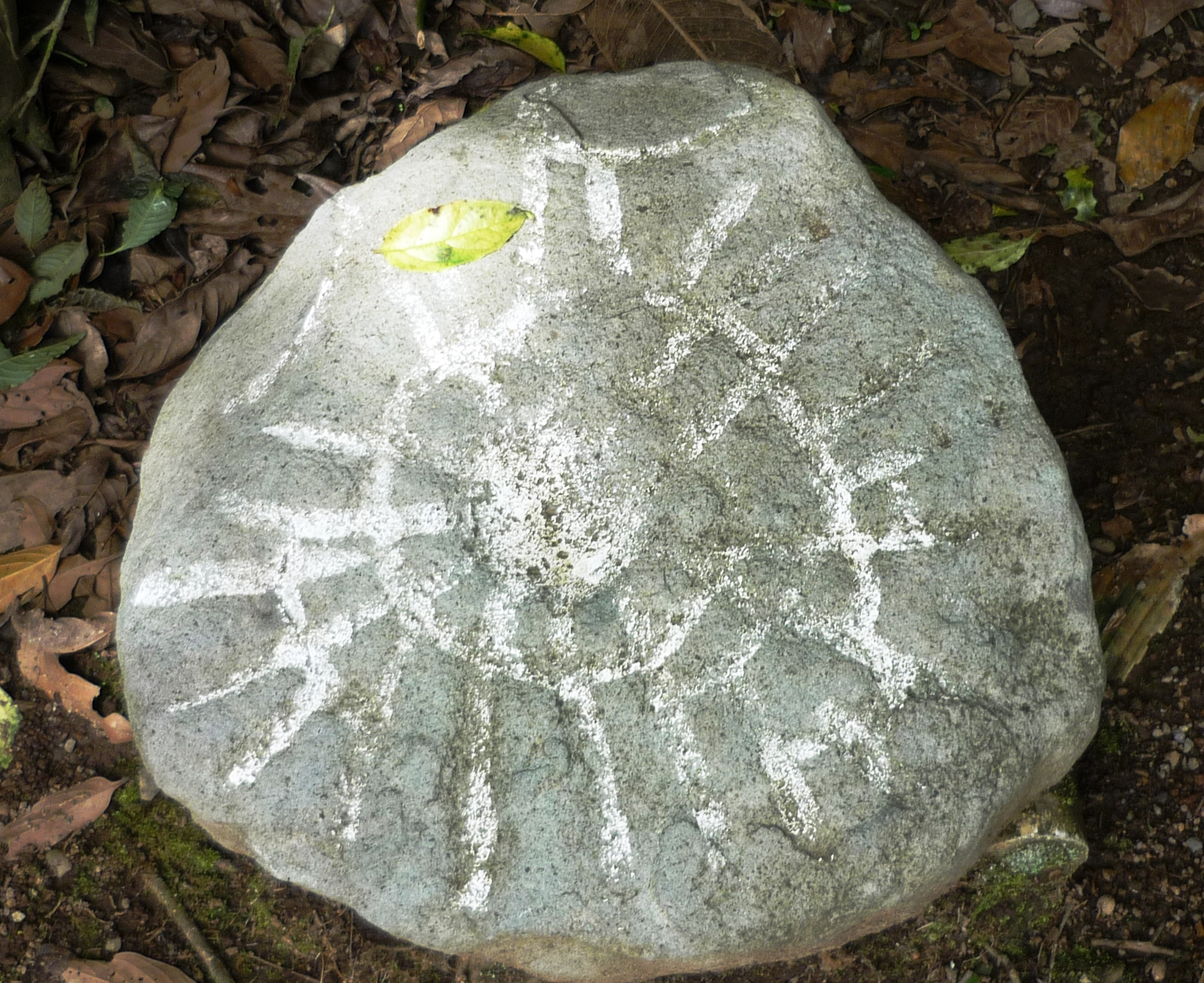
Pétroglyphe.
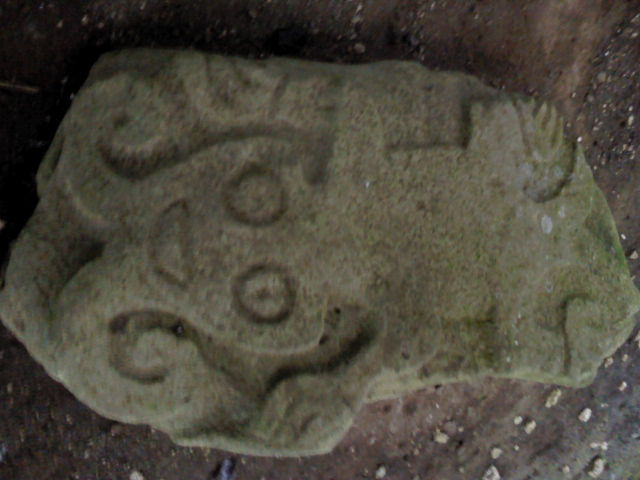
Pétroglyphe de crocodile.
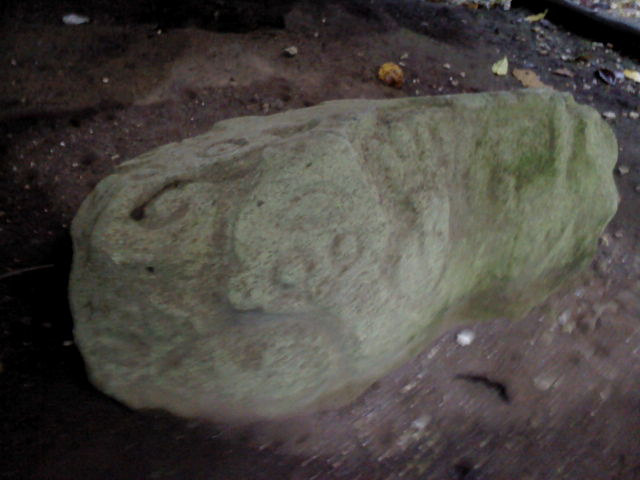
Pétroglyphe de jaguar.

## Flore et faune
La végétation qui entoure la zone archéologique est caractéristique de la forêt pluvieuse, constituée d'un feuillage dense et vert.  Abondent les espèces tropicales comme la magnolia ou le cantarillo, ainsi qu'une grande quantité de plantes épiphytes comme les orchidées ou les broméliacées.
La faune se compose des oiseaux comme le toucan ou les momotidés, ainsi que quelques mammifères dont des tatous, des coyotes, des paresseux, des martres à tête grise, des écureuils et des coatis, outre une grande variété d'insectes, d'amphibiens et quelques reptiles typiques de la zone comme des serpents.

## Tourisme

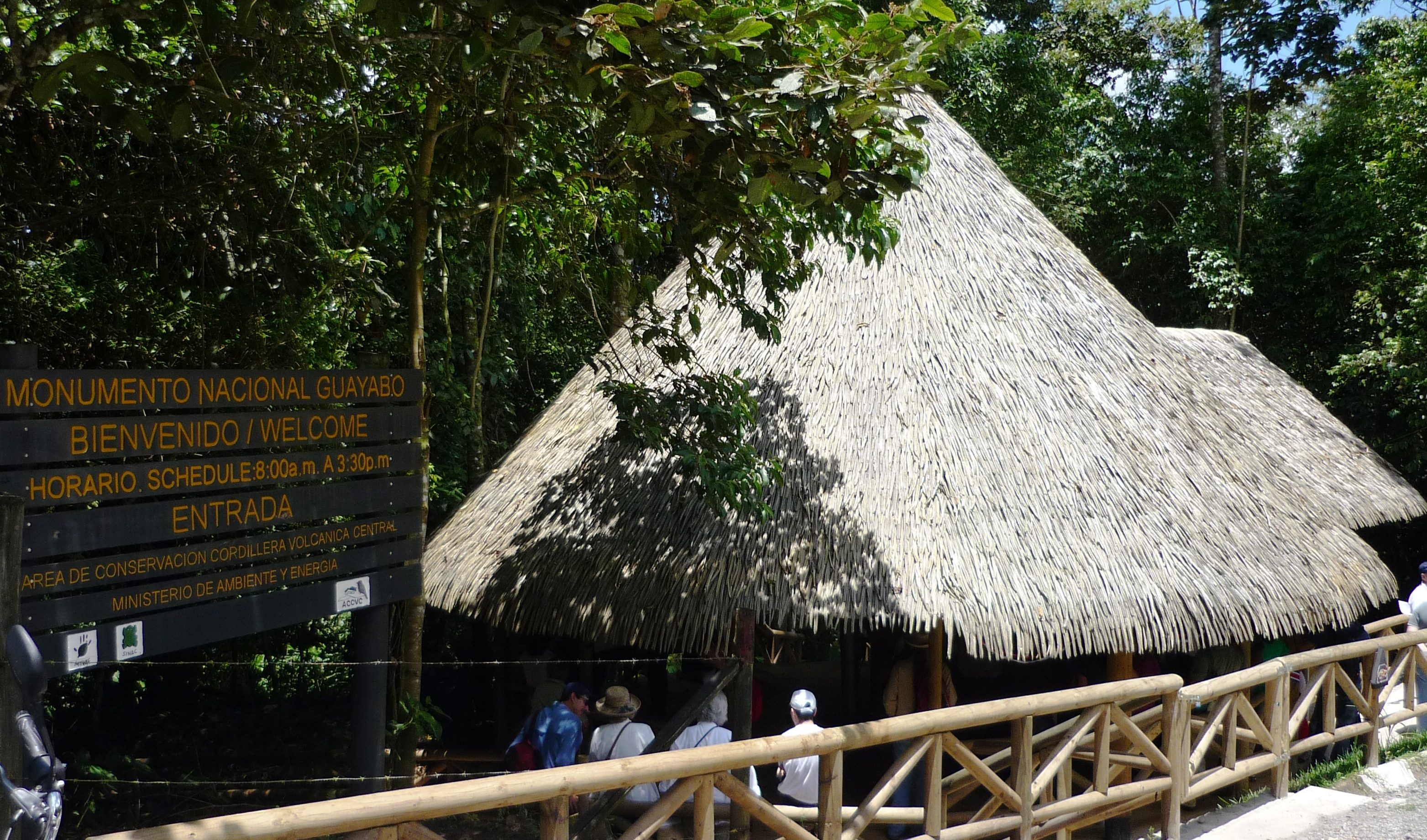
Entrée principale

La quantité de touristes augmente sans besoin de publicité. Les visiteurs sont attirés par la beauté tropicale du lieu et par les mystères autour des recherches archéologiques.
À cause de la demande croissante de services, l'administration du parc est en train de monter une infrastructure qui permettra un écotourisme orienté vers l'éducation environnementale, archéologique et patrimoniale, qui minimise l'impact écologique et archéologique, améliorera l'accessibilité universelle et bâtit d'autres ouvrages comme des miradors, des zones de repos, un centre de visiteurs, des salles de formation, des sentiers, etc.